# 侯子鑑
侯 子鑑（侯子鑒、こう しかん、生没年不詳）は、侯景の部将。侯景の乱で活躍した。

## 経歴
前半生は定かではない。侯景に仕えて、中軍となった。太清3年（549年）5月、呉郡に入って、于子悦と張大黒を収監して建康に連れ帰り、これを処刑した。6月、劉神茂らとともに東征して、呉興郡を陥落させ、太守の張嵊父子を捕らえて建康に送った。
大宝元年（550年）1月、前の江都県令の祖皓が広陵で起兵したため、侯景は子鑑らを率いて京口から出撃し、広陵城を陥落させた。子鑑は監南兗州事となった。4月、南兗州刺史となった。
太始元年（551年）11月、侯景の皇帝即位にあたって、子鑑は白麞を献上した。
太始2年（552年）1月、子鑑は水軍を率いて濡須に向かい、淝水に兵を遊弋させて示威した。子鑑は合肥に到着すると、羅城を攻撃して陥落させた。まもなく湘東王蕭繹の軍が近づいていると聞くと、子鑑は郭元建とともに合肥の民衆の住居を焼き払い、撤退して姑孰を守った。王僧弁の軍が蕪湖にやってくると、蕪湖城主が逃走したため、侯景は史安和や宋長貴らに兵2000を与えて姑孰に派遣し、子鑑を助けた。3月、子鑑は侯景の戒めを守って城柵に籠もっているあいだ、王僧弁を足止めできたものの、王僧弁をあなどって出撃したところ、迎撃されて大敗した。王僧弁は張公洲に進軍し、石頭城を攻撃した。子鑑は侯景の指揮下で石頭城の東北に柵を立てて防戦したが、王僧弁に敗れて敗走した。侯景が台城を王偉に任せて逃亡すると、子鑑は広陵に逃れた。郭元建が降伏しようとしたが、子鑑は「これ小恵なり。自ら全うするに足らざるなり」といさめた。そこで北斉に亡命した。
天保10年（559年）、北斉の慕容儼や王貴顕とともに蕭荘を護送した。郭黙・若邪の2城を築いた。
子鑑の晩年はまた明らかではない。